# Victor French
Victor French (Santa Barbara (Californië), 4 december 1934 - Los Angeles, 15 juni 1989) was een Amerikaans acteur.
Hij werd geboren in Santa Barbara (Californië) en speelde bijrollen in de televisieseries Little House on the Prairie (1974-1982) en Highway to Heaven (1984-1989). Ook speelde hij in Carter Country.
Hij overleed, na jaren zwaar gerookt te hebben, op 15 juni 1989 in Los Angeles aan longkanker. Verslagen door dit verlies, besloot zijn vriend en mede-ster Michael Landon abrupt een einde te maken aan het programma Highway to Heaven.